# Middle Island (Tristan da Cunha)
Srednji otok (eng. Middle Island) je mali, nenaseljeni otok u južnom Atlantskom oceanu, dio otočja Nightingale. Njime se upravlja kao dijelom otočja Tristan da Cunha koji je dio britanskog prekomorskog teritorija Sveta Helena, Ascension i Tristan da Cunha. Otok je dio važnog područja za ptice otočja Nightingale, koje je BirdLife International identificirao kao mjesto za razmnožavanje morskih i endemskih kopnenih ptica. Također je poznat kao otok Alex.